# 타미 엘픽
타미 엘픽 (Tommy Elphick, 1987년 9월 7일 ~ )는 잉글랜드의 은퇴한 축구 선수로, 포지션은 수비수로 활약했다.

## 클럽 경력
2005년, 고향팀 잉글랜드의 브라이턴 앤 호브 앨비언 FC에 성인 계약을 맺고 데뷔했고, 2005년에 경험을 쌓는 목적으로 보그너레지스 타운 FC으로 1시즌간 임대 이적하였고, 2012년에 본머스로 이적하였다.